# Ksawery Liske

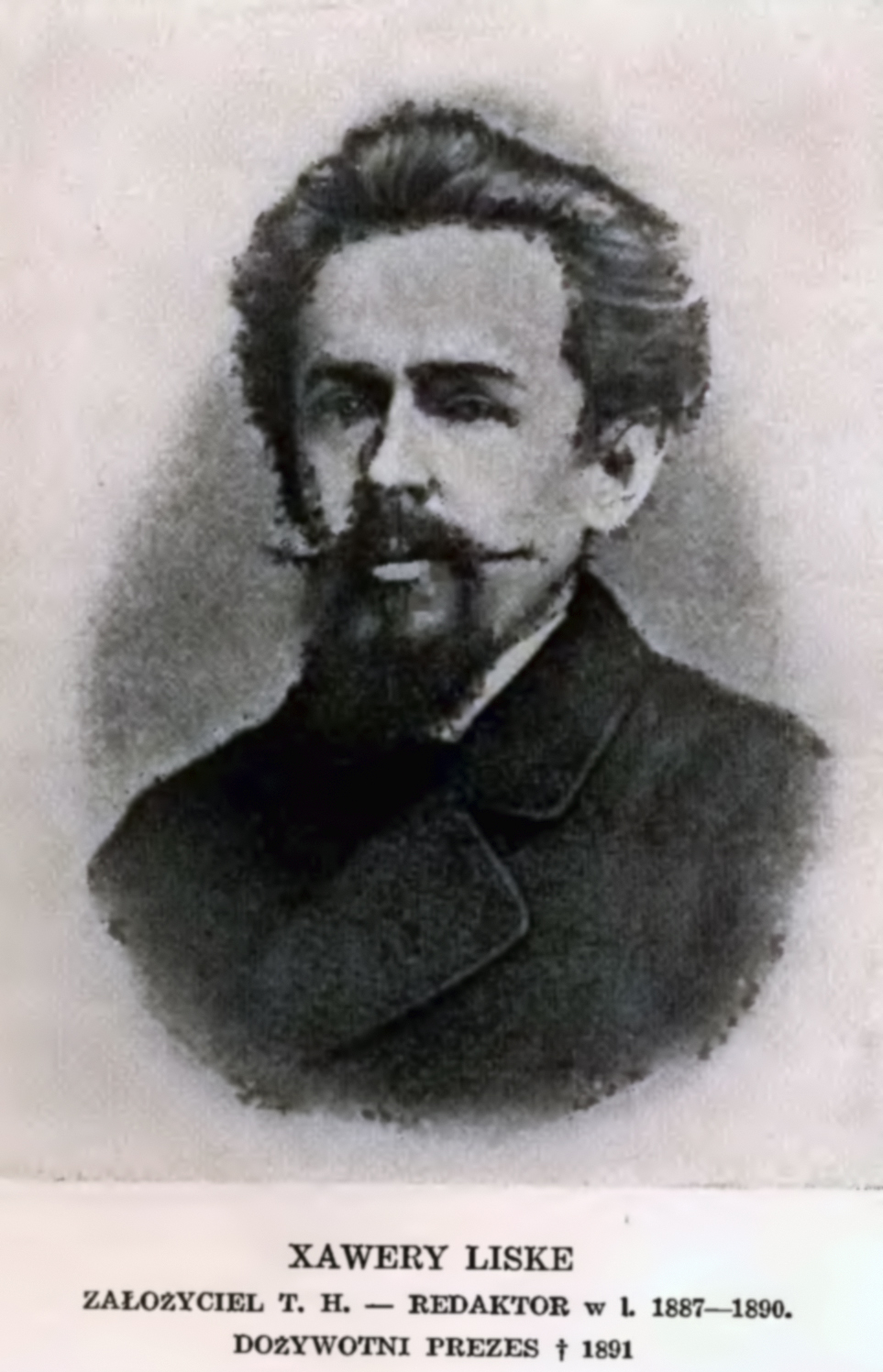
Ksawery Liske

Ksawery (Xawery) Liske, född 1838 i provinsen Posen, död 27 februari 1891, var en polsk historiker.

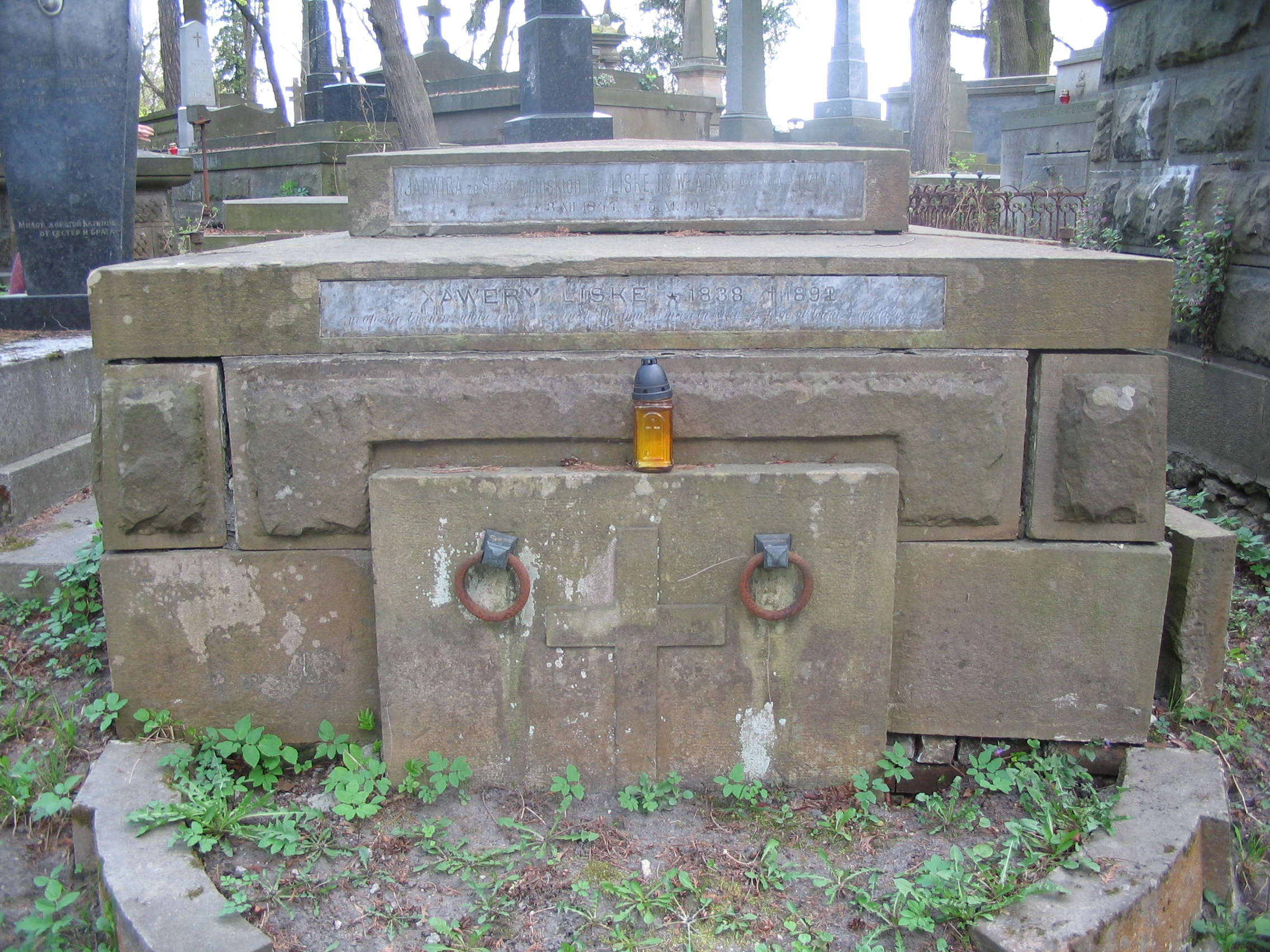
Liskes gravvård i Lviv.

Liske studerade vid universitetet i Breslau och deltog i resningen 1863–64. Han fortsatte sedan studierna för Johann Gustav Droysen i Berlin, utgav 1867 i "Forschungen zur deutschen Geschichte" en förträfflig skrift, Der Kongress in Wien im Jahre 1815, promoverades samma år till filosofie doktor i Leipzig och medverkade i Heinrich von Sybels "Historische Zeitschrift". Hans broschyr med anledning av Otto von Bismarcks tal i Nordtyska förbundets riksdag 18 mars 1867 väckte stort uppseende. 
År 1868 fick Liske anställning som arkivarie i Lwów, blev 1869 privatdocent och 1871 professor i historia vid Lwóws universitet, som då rensades från tyska lärarkrafter. Hans förnämsta arbeten är samlade i Monumenta, Poloniæ Historica och Akty grodzkie i ziemskie. På svenska publicerades i "Historiskt bibliotek" 1875–79 Liskes Öfversigt af den polska literaturen med särskildt afseende på den svenska historien. Han deltog i uppsättandet av den polska tidskriften "Kwartalnik historyczny" (1886), som 1891 innehöll hans biografi.